# Lökholmarna, Kimitoön
Lökholmarna är öar i Finland.   De ligger i kommunen Kimitoön i den ekonomiska regionen  Åboland  och landskapet Egentliga Finland, i den södra delen av landet, 130 km väster om huvudstaden Helsingfors. Arean är 0,69 kvadratkilometer.
Terrängen på Lökholmarna är mycket platt. Öns högsta punkt är 19 meter över havet. Den sträcker sig 0,8 kilometer i nord-sydlig riktning, och 1,3 kilometer i öst-västlig riktning.